# Hanhivirtafärjan

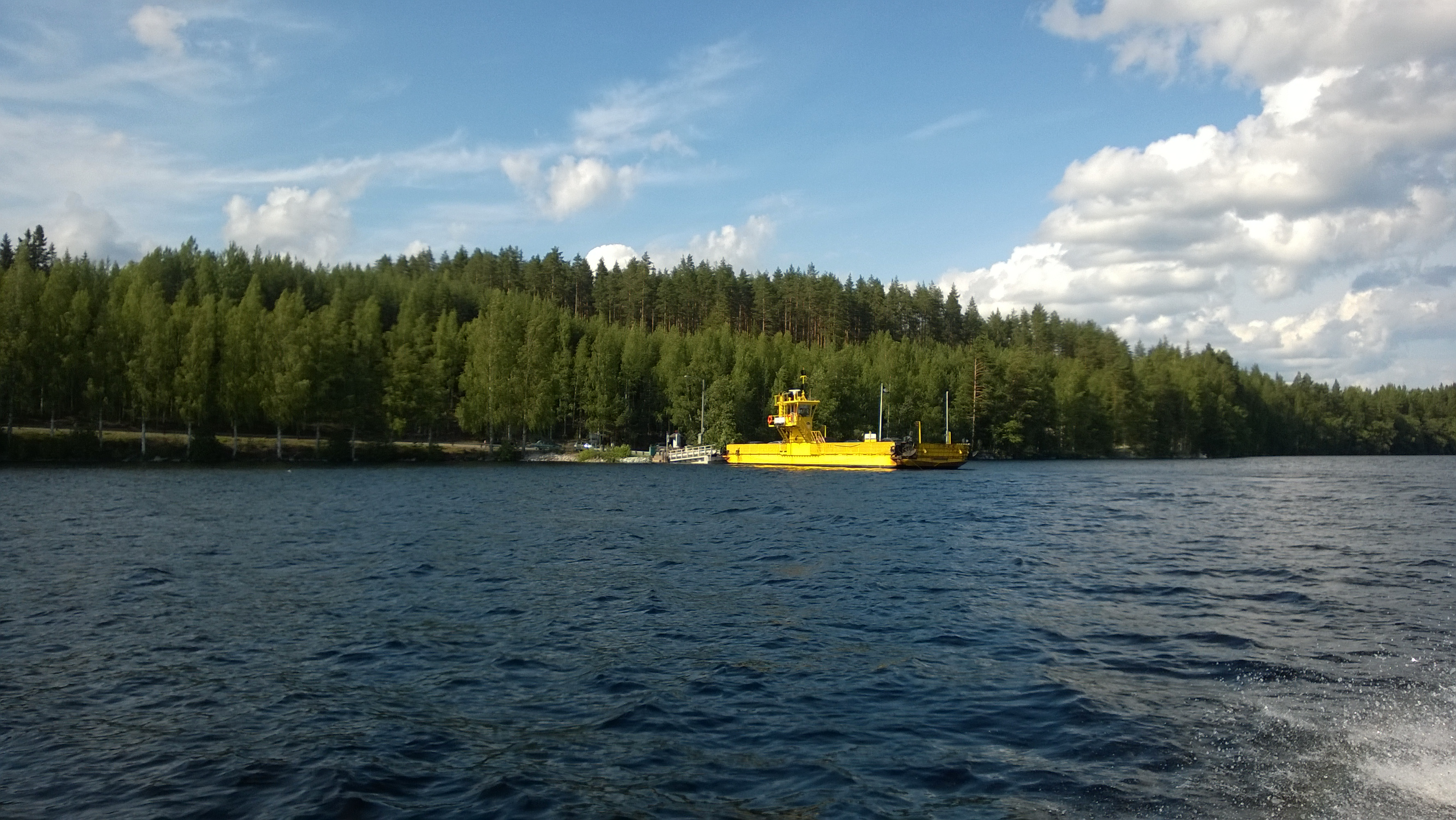
Hanhivirta färjan 2015.

Hanhivirta färjan är linfärja (vajerfärja) som trafikerar floden Hanhivirta på regional väg 471 i Enonkoski. Färjan trafikerar enligt behov och färjeledens längd är 189 meter.
Den nuvarande färjan Lautta #200 byggdes 1995 av Uudenkaupungin Työvene Oy. Färjan har en dödvikt av 240 ton, en bärighet på 70 ton och kan transportera ca. 21 personbilar. Det finns planer att byta en större färja till rutten.